# Masacre escolar de Kumba
La Masacre escolar de Kumba tuvo lugar en la Academia Bilingüe Internacional Madre Francisca durante la crisis anglófona, en Kumba I, Camerún, en octubre de 2020.

## Masacre
Hacia el mediodía del 24 de octubre de 2020, hombres vestidos de civiles llegaron en motocicletas e irrumpieron en la escuela. Con machetes y armas de fuego, mataron a siete niños e hirieron a otros 13. Algunos niños también resultaron heridos al saltar por las ventanas para escapar. Según un funcionario, los niños muertos tenían todos entre 12 y 14 años.
Según uno de los supervivientes, había doce atacantes, la mayoría vestidos con uniformes militares o policiales. Un lugareño afirmó que la escuela había estado haciendo pagos regulares a los separatistas de la zona a cambio de seguridad; la escuela no quiso confirmarlo.

## Perpetradores
Nadie se atribuyó la autoría del ataque. Las autoridades locales culparon a los separatistas de Ambazonia, mientras el gobierno camerunés y los movimientos separatistas se acusaban mutuamente. El gobierno camerunés dijo que 10 combatientes separatistas habían perpetrado la masacre. El Consejo de Gobierno de Ambazonia afirmó rápidamente poseer pruebas de que el Ejército camerunés era el responsable, mientras que el Gobierno Provisional de Ambazonia estableció paralelismos con la Masacre de Ngarbuh. El ministro camerunés de Comunicación, René Sadi, negó rotundamente que el ejército camerunés hubiera estado implicado.
Los separatistas tienen un historial de ataques a escuelas, que algunos de ellos consideraban objetivos legítimos porque la lengua francesa se enseña como asignatura obligatoria. Aunque los estudiantes han sido secuestrados y maltratados en numerosas ocasiones a lo largo de la crisis anglófona, y varios profesores han sido asesinados, el ataque a la Academia Bilingüe Internacional Madre Francisca fue la primera masacre escolar ocurrida durante la guerra.

## Reacciones y secuelas

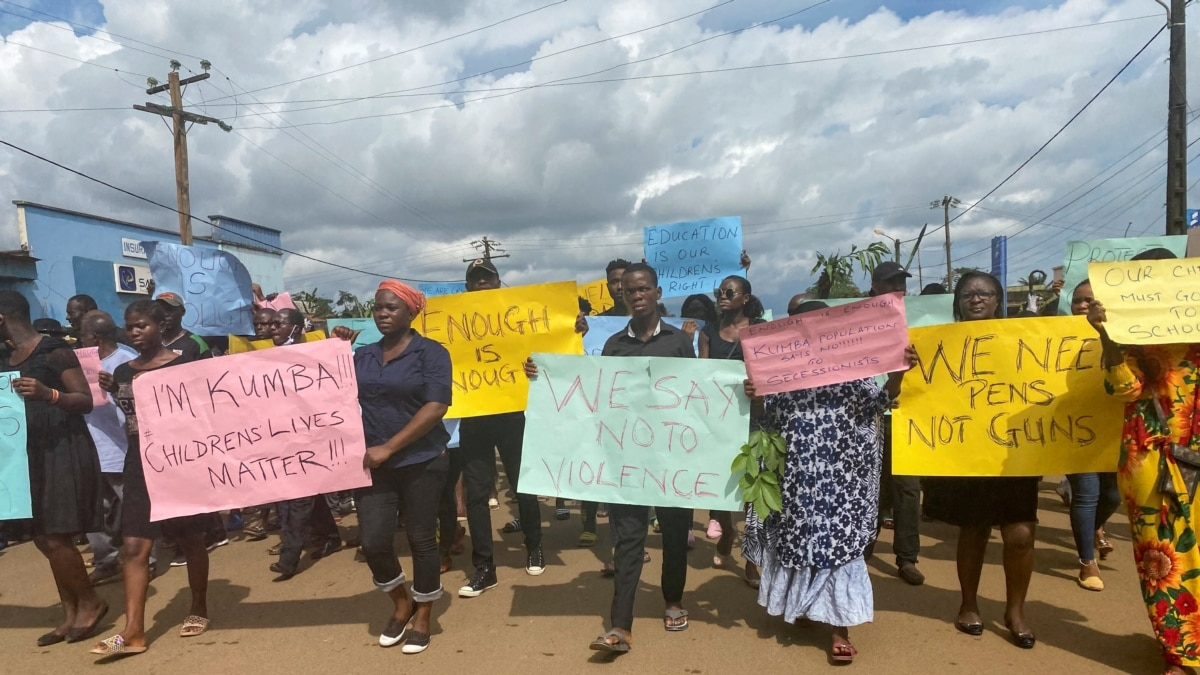
Protesta en Kumba contra los ataques a escuelas

El ataque fue condenado por el Secretario General de las Naciones Unidas, António Guterres, y la Directora Ejecutiva de UNICEF, Henrietta Fore. Matthias Z. Naab, Coordinador Humanitario en Camerún, se declaró "conmocionado e indignado por el asesinato de escolares inocentes que acudían a la escuela para recibir educación". La Organización Mundial de la Salud ofreció suministros médicos a los hospitales de la zona. El 28 de octubre, el presidente de Camerún, Paul Biya, declaró que el 31 de octubre sería un día de luto nacional, y las banderas ondearían a media asta durante todo el día.
El 29 de octubre, Camerún afirmó que el ejército había identificado y matado al comandante separatista responsable de la masacre, un hombre conocido como "Wonke". Un mes después, un presunto pistolero conocido como "Comandante Zabra" fue arrestado por la policía.
Tras varios meses en los tribunales, cuatro personas fueron condenadas a muerte por el Tribunal Militar de Buea por su participación en la masacre del 7 de septiembre de 2021.